# Laurent de Maugiron
Pour les articles homonymes, voir Maugiron.
Laurent de Maugiron (1528-septembre 1588), comte de Montléans, est un dignitaire de la province du Dauphiné (dans le royaume de France), gouverneur de la ville de Vienne (en Dauphiné), capitaine de l’armée royale dans les guerres contre l’Espagne et lieutenant-général du Dauphiné.

## Famille
Laurent de Maugiron est le fils de Guy de Maugiron, lieutenant de la compagnie du comte de Saint-Pol lors de la Bataille de Marignan, qui devient ensuite sénéchal du Valentinois, puis lieutenant général du Dauphiné, capitaine des gendarmes, chambellan, conseiller d'état, et chevalier de l'Ordre en 1543. Guy de Maugiron était devenu, au fil du temps, un proche de François Ier ; il meurt à Vienne en décembre 1555.
Laurent de Maugiron a eu quatre fils : Louis de Maugiron, mignon du roi de France Henri III ; Annet, sieur de Lessins et lieutenant de la compagnie du Duc de Nevers ; Timoléon et Scipion.

## Carrière
Laurent de Maugiron devient page du roi de France Henri II. Après avoir servir dans la compagnie de son père, dans le Piémont, il devient capitaine d'infanterie, lieutenant de la compagnie du Comte de Clermont, puis, en 1558, lieutenant de la compagnie du maréchal de Brissac. Il est farouchement opposé aux huguenots, qu'il chasse notamment de Valence, en 1560. Après avoir été nommé, en 1562, lieutenant général du Dauphiné, sous le gouvernement du duc d'Aumale, il commande une compagnie de gendarmes, levée en Dauphiné, pour chasser les protestants de Bourgogne, entre 1567 et 1568. Son intransigeance religieuse lui fait perdre son poste de lieutenant du Dauphiné. Mais ses positions anti-protestant lui permettent, en septembre 1569, de voir ses terres de Montléans devenir un comté. Il redevient lieutenant du Dauphiné en février 1578, après l'intervention de son fils Louis auprès du roi Henri III. À ce titre, il participe à la bataille de Jarrie en 1587.

## Pour en savoir plus

### Sources et bibliographie
- A. Terrebasse, Histoire et généalogie de la famille de Maugiron en Viennois, Lyon, 1905

- Les archives de la maison de Maugiron sont principalement conservées aux Archives départementales du Rhône. On y trouve notamment la correspondance de Laurent de Maugiron avec Catherine de Médicis et Charles IX.